# Château du Schlossberg
Le château du Schlossberg est un château situé sur le territoire de la commune bernoise de La Neuveville, en Suisse.

## Histoire
Dominant la ville de la Neuveville, le château, construit de 1283 à 1288 par le prince-évêque de Bâle Henri IV d'Isny, fut la résidence du châtelain jusqu'au XVIe siècle. Abandonné par ses habitants, il tomba dans un tel état de délabrement qu'on envisagea sa démolition.
Il fut sauvé par des travaux de restauration effectués en 1884 et en 1931. Il est aujourd'hui la copropriété de la commune et du canton
 et est inscrit comme bien culturel d'importance régionale.